# Římskokatolická farnost Velká Bíteš

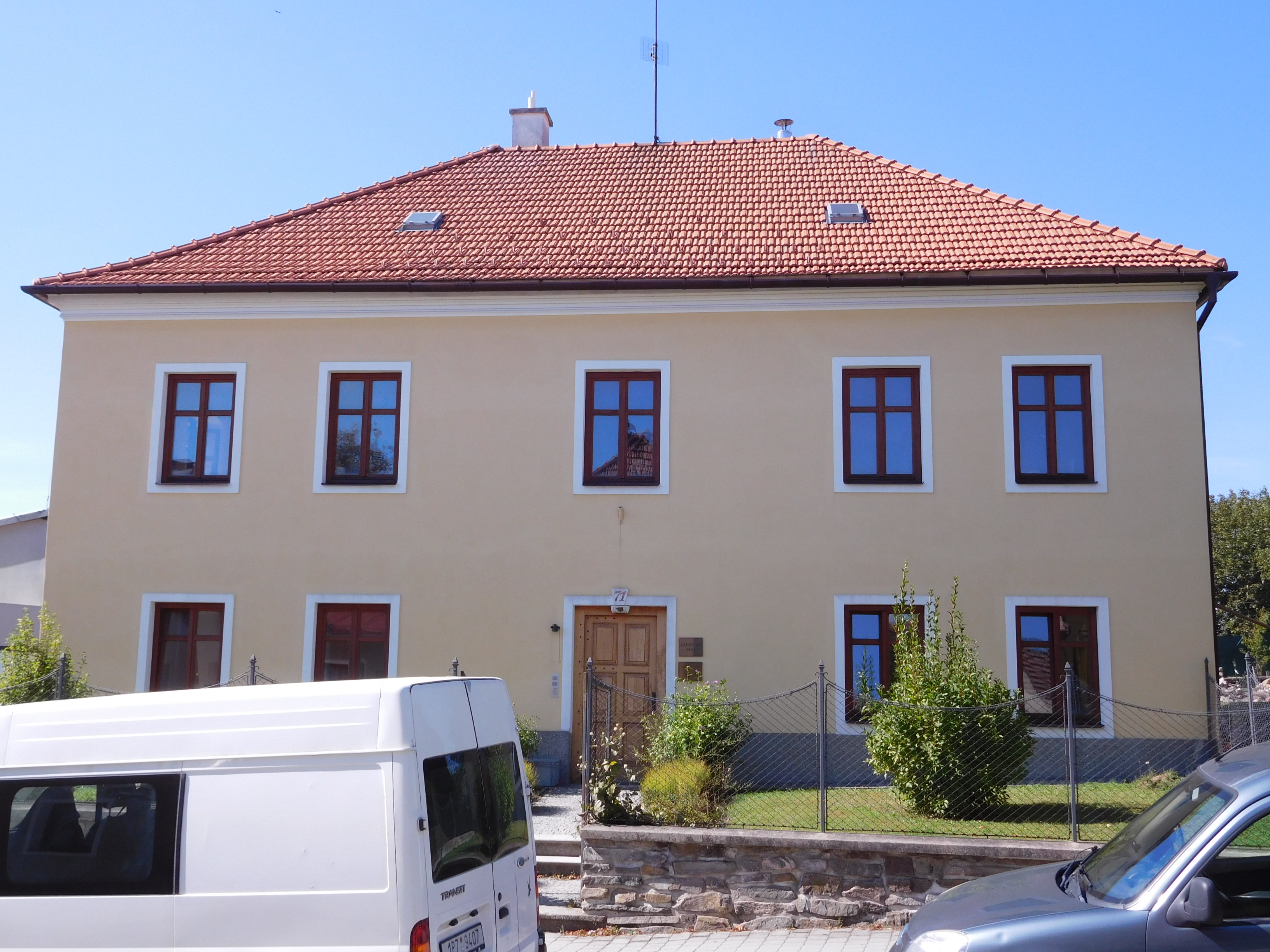
Fara ve Velké Bíteši

Římskokatolická farnost Velká Bíteš je územní společenství římských katolíků v rámci velkomeziříčského děkanství brněnské diecéze.

## O farnosti
První zmínka o kostele ve Velké Bíteši je z roku 1240. V 15. století byl kostel opevněn, a toto opevnění je dochováno dodnes. Součástí farnosti je také románský filiální kostel sv. Bartoloměje v Košíkově. Farnost je až do dnešních dnů obsazována kněžími.
| Kostel            | Místo       | Bohoslužba        | Bohoslužba              | Poznámka        |
| ----------------- | ----------- | ----------------- | ----------------------- | --------------- |
| sv. Jana Křtitele | Velká Bíteš | neděle všední dny | 8.00 a 9.30 viz ohlášky | farní kostel    |
| sv. Bartoloměje   | Košíkov     | viz ohlášky       | viz ohlášky             | filiální kostel |

## Přehled duchovních správců
- 1897–1925 P. Jan Bádal (farář)
- 1925–1956 P. František Němec (farář, 1943–1945 vězněn nacisty)
  - 1943–1945 P. Josef Němec
- 1956–1987 P. Vladimír Truhlář (farář)
  - 1983–1987 P. Klement V. Kříž, O.Praem. (kaplan)
- 1987–1990 P. František Koukal
- 1990–1999 P. Josef Doležal (farář)
- 1999–2023 P. Bohumil Poláček (farář)[1]
- od 1. srpna 2023 R.D. Milan Vavro (farář)

## Primice
V roce 1995 měl ve Velké Bíteši ve farním kostele primici Mgr. Vít Fatěna, roku 2000 novokněz Miroslav Slavíček, v roce 2001 Miloš Mičánek a dne 30. června 2002 novokněz Mgr. Ing. Pavel Fatěna.

## Aktivity ve farnosti
Dnem vzájemných modliteb farností za bohoslovce a bohoslovců za farnosti brněnské diecéze je 23. září. Adorační den připadá na 18. února. Ve farnosti se pravidelně koná farní ples.